# San-Marco-Plattform

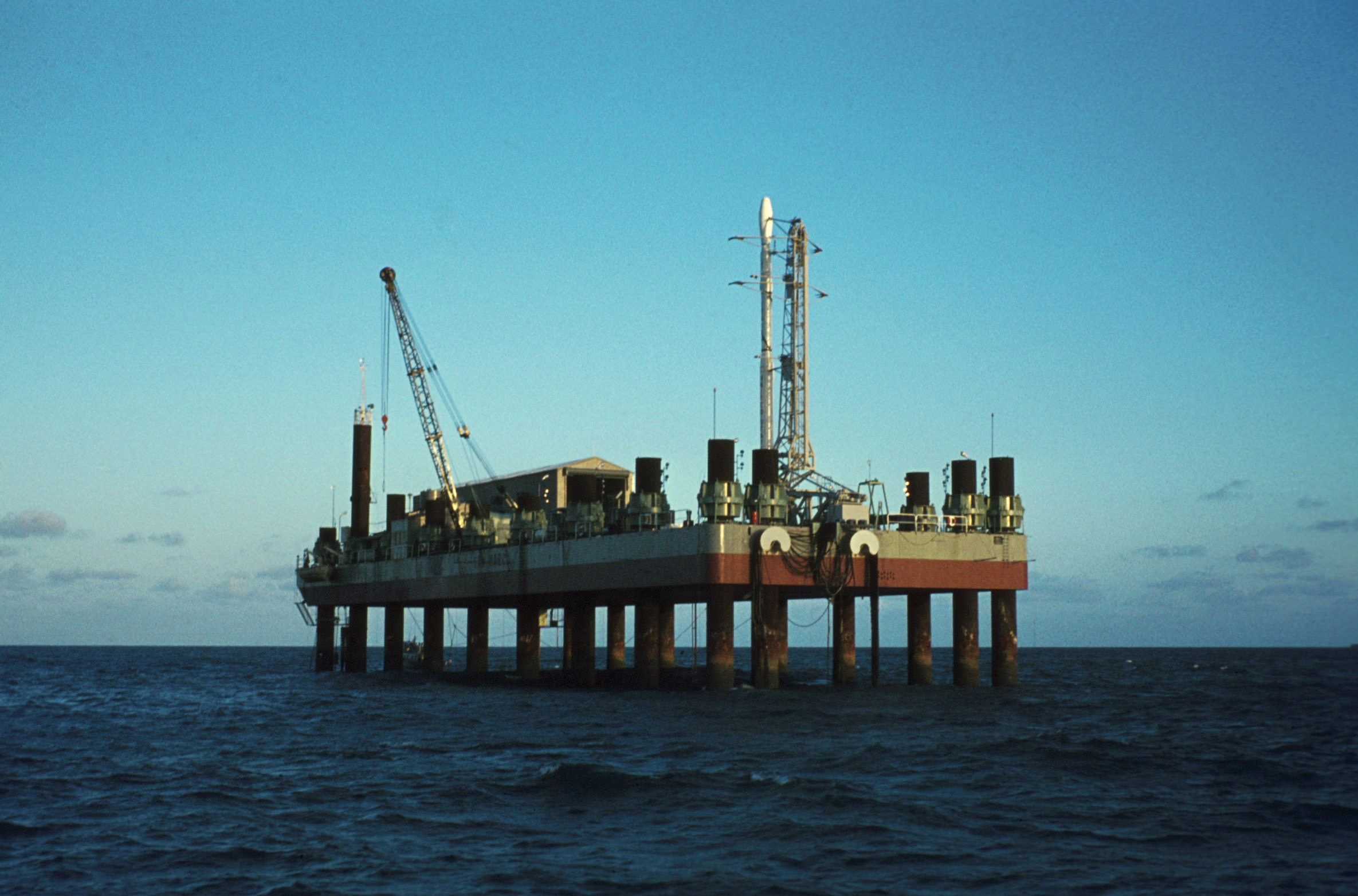
Eine Scout-Rakete auf der San-Marco-Plattform, im Jahr 1974

Koordinaten: 2° 56′ 17″ S, 40° 12′ 44″ O
Die San-Marco-Plattform (San Marco Equatorial Range – SMER, Centro Spaziale Luigi Broglio), kurz San Marco genannt, ist ein ehemaliger italienischer Raketenstartplatz vor der Küste Kenias für den Start von Feststoffraketen. Das zugehörige Broglio Space Centre war 1964 der erste äquatornahe Raketenstartplatz. Seit 1988 ist keine Nutzung der Plattform mehr bekannt. Italien plant seit Oktober 2024 die Wiederinbetriebnahme der Plattform.

## Namensherkunft
Der Name leitet sich von einem Forschungsprogramm der Universität von Rom (Centro Ricerche Aerospaziali – CRA) her, das aus drei Bestandteilen gebildet wurde:
- Höhenforschungsflüge von Wallops Island und der äquatorialen Plattform aus
- Start eines experimentellen Satelliten San Marco 1 von Wallops Island aus, am 15. Dezember 1964
- Satellitenstarts von der äquatorialen Plattform – Erstflug mit San Marco 2, am 26. April 1967

## Geschichte
Im Zeitraum von 1964 bis 1988 wurden 18 Höhenforschungsraketen und neun Scout-Trägerraketen gestartet. Zum Beispiel wurde von der San-Marco-Plattform 1970 der Röntgensatellit Uhuru (Swahili für „Freiheit“) mit einer Scout-Rakete in den Orbit gebracht. Am 16. Februar 1980 wurden von dieser Plattform zur Beobachtung einer totalen Sonnenfinsternis einige Höhenforschungsraketen gestartet. Insgesamt wurden von der Plattform neun Satelliten – je vier italienische und US-amerikanische sowie ein britischer Satellit im Weltraum platziert. Alle Raketenstarts waren erfolgreich.
Obwohl seit 1988, insbesondere durch die Einstellung der Scout-Produktion, keine Nutzung bekannt war, wurde der Startplatz in Startplänen russischer Feststoffraketen Start-1 oder dem europäischen Vega-Programm genannt, da die Zulassung der Plattformen bis 2014 galt.
Im Oktober 2024 gab der Italienische Minister für Unternehmen und Made in Italy Adolfo Urso Pläne bekannt, dass Italien die Platform wieder reaktivieren möchte, um Kleinsatelliten in niedrige Erdumlaufbahnen zu starten.

## Technik
Die Starteinrichtungen bestanden aus zwei ehemaligen Ölplattformen (Santa Rita und San Marco) und zwei Versorgungsschiffen, die bei einer Wassertiefe von etwa 20 Meter verankert sind. Der nächste Ort an der Küste ist Malindi. Die Nähe zum Äquator ist für äquatoriale oder äquatornahe Satellitenbahnen vorteilhaft, da wegen höherer Rotationsgeschwindigkeit der Erde, vor allem aber wegen kleiner ausfallender Bahnkorrekturmanöver weniger Treibstoff als bei äquatorfernen Startplätzen benötigt wird.

## Tracking Station
Im Malindi hat die ASI mit dem Luigi Broglio Space Center direkt an der Küste eine Satelliten-Tracking-Station mit diversen Satellitenschüsseln bis ca. 13 m Durchmesser. Die Station in Malindi unterstützt Tracking von Raumfahrzeugen und Satelliten in äquatornahen Bahnen für verschiedene Weltraumagenturen. Die ESA betreibt seit 2015 unter dem Dach der ASI dort eine leistungsfähige automatische 2-Meter Trackingantenne für X-Band (MAL-X), die insbesondere für Starts in Kourou und LEOP in äquatornahen Bahnen genutzt wird. Sie wurde beim Start von LISA Pathfinder (LPF) eingesetzt. Mehr internationale Bekanntheit gewann die Station beim Start des James-Webb-Weltraumteleskops. 2° 59′ 45,5″ S, 40° 11′ 39,5″ O